# 青木栄五郎
青木 栄五郎（あおき えいごろう、弘化2年（1845年） - 明治39年（1906年））は、幕末から明治時代にかけての陶芸家。号は東郊、栄亭。別名は源右衛門。同じく陶芸家の粟生屋源右衛門の子。

## 経歴・人物
加賀国の人物。父の様式を学び、楽焼を能くした。文久2年（1862年）加賀金沢藩主の前田斉泰に招かれ、同国能美郡小松から金沢に移る。養嗣子の中村二三郎は中村と姓し東洸と号し、京都で陶業に従事した。